# راکی ماونتن (اکلاهما)
راکی ماونتن(به انگلیسی: Rocky Mountain) شهری در ایالت اکلاهما کشور ایالات متحده آمریکا است که جمعیت آن در سرشماری سال ۲۰۱۰ میلادی، ۴۲۰ نفر بوده‌است.